# Pantoato 4-deidrogenasi
La pantoato 4-deidrogenasi è un enzima appartenente alla classe delle ossidoreduttasi, che catalizza la seguente reazione:
(R)-pantoato + NAD+ ⇄ (R)-4-deidropantoato + NADH + H+